# 松下賢次
松下 賢次（まつした けんじ、1953年3月2日 - ）は、日本のアナウンサー。東京都港区青山生まれ。血液型はO型。身長164cm体重84kg。
1975年から2008年までTBS（東京放送→TBSテレビ）でアナウンサーとして活動。TBS時代はアナウンスセンター部長、編成制作本部編成局アナウンス部スペシャリスト局次長、TBSアナウンススクール初代校長、クリエイティブ・メディア・エージェンシー（CMA）取締役、東京放送（2009年4月より東京放送ホールディングス(TBSHD)）経営メディア本部経営企画局局次長、TBSメディア総合研究所取締役上席研究員などを歴任した。
2013年にTBSを定年退職し、4月よりフリーアナウンサーに転向。個人事務所・UPOFFICE（ユーピーオフィス）を立ち上げている。
自称および通称「世界の松下」（せかいのまつした）。TBS社内報では「世界のマツシタ」と表記されたことがある。「世界の松下」については、ただのシャレであり新聞の見出しの様なものであることを明かしている。
TBS時代には、大正大学客員教授も務めていた。東京プロ野球記者OBクラブ会員。

## 来歴
港区立青南小学校、港区立青山中学校、慶應義塾志木高等学校、慶應義塾大学経済学部を卒業。

### TBSアナウンサー時代
1975年4月にTBS（東京放送）へアナウンサー15期生として入社（2004年10月、当時の企業再編に伴い、ほかの全アナウンサーとともにTBSテレビへ現職出向）。
同期の宮澤隆（15期生はこの2人のみ）とともにスポーツ実況（担当競技は、野球・ラグビー・サッカー・テニス・陸上競技・水泳）を中心に活躍。その傍ら、1986年10月2日から音楽番組『ザ・ベストテン』の司会を黒柳徹子とともに務めた。1989年1月5日に同番組の司会を卒業し、渡辺正行らに引き継いだ。松下は同番組の司会を2年3ヶ月間務めたが、これは久米宏に次いで2番目の長さである。
1990年のTBS開局記念特番『日本人初!宇宙へ』では、TBSのスタジオからの進行を木場弘子（当時・TBSアナウンサー）とともに担当。
1994年から2003年まで『ニューイヤー駅伝』の実況を務めた。人事異動となる2008年5月までは『マスターズ・トーナメント』などの実況（地上波放送のみ）を担当していた。スポーツ以外では、ドミノ倒しの実況も行っていた。

### 人事異動後
2008年5月14日付のTBS定期人事異動発令で松下は「編成制作本部編成局アナウンス部スペシャリスト局次長」から、「経営メディア本部経営企画局局次長」へ異動することが明らかになった。これにより、松下は33年間のTBS局アナ生活に終止符を打った。テレビでは、2008年5月15日にBS-i・TBSニュースバードで放送された横浜ベイスターズ対読売ジャイアンツ戦（横浜スタジアム）の実況がアナウンサーとして最後の担当だった。
同年7月5日TBSラジオで放送の『安住紳一郎の日曜天国』へ、安住紳一郎の強い希望によりゲスト出演した。放送の中で、松下は異動となった事実を話し、5月8日のTBSラジオ『エキサイトベースボール』（読売ジャイアンツ対阪神タイガース戦中継）から数日後に人事担当者から辞令を言い渡されたという。そして、ラジオ最後となった同中継の実況音源が流れた後、後輩アナウンサーの小林麻耶・小倉弘子・富田鈴花・土井敏之・初田啓介の順で松下に対するメッセージが流れ、最後に松下は「今後ともTBSのテレビ・ラジオをよろしくお願いします」という趣旨の挨拶をして出演を終えた。
同年には、人財育成の為の学校「TBSビジネスカレッジ」を設立。
2009年3月22日の『サンデージャポン』にワールド・ベースボール・クラシック絡みのゲストコメンテーターとして出演（肩書きは「世界のマツシタ」）。アナウンスの現場から離れてからは初めてテレビに顔を出す形となった。
2009年3月29日午後11時55分から30日午前0時10分に放送された『JNN50周年改編記念テレビ維新』内で行われた企画『TBS大改編記念ドミノ』において、実況として「TBSアナウンサー」の肩書きで出演した。
2011年3月21日 - 4月7日にはTBSチャンネルで放送の『マスターズ・オフィシャル・フィルム』へナビゲーターとして出演。番宣では顔出し出演となった。
同年には、TBSメディア総合研究所へ上席研究員として現職出向、同社の取締役も務める。また、東京プロ野球記者OBクラブへ入会。
2013年3月に還暦を迎えるとともに、同月末をもって株式会社TBSホールディングスを定年退職。

### フリーアナウンサー時代
2013年4月よりフリーアナウンサーへ転身。UPOFFICE（ユーピーオフィス）という個人事務所に所属し、株式会社ノット・コミュニケーションズとマネジメント上の業務提携を結ぶ。6月よりTOKYO MXのプロ野球福岡ソフトバンクホークス主催公式戦中継で実況を担当（初戦は、同12日の対東京ヤクルトスワローズ戦）。7月より古巣TBSグループのCSテレビ放送であるTBSニュースバードの横浜DeNAベイスターズ主催公式戦中継で実況を担当（初戦は、同2日の対ヤクルト戦）。
2014年には、TOKYO MXでの実況中継にて、ソフトバンクのリーグ優勝を実況した。

## 人物
高校生時代は部活で落語をやっており、当時の高座名は『成田屋海老蔵』。大学時代も慶應義塾大学落語研究会に所属した。
妻は、『ザ・ベストテン』司会当時、黒柳がユニセフ活動のため出演休止した際の代理として、JNN系列各局から参加した女性アナウンサーの一人で、テレビ高知のアナウンサーだった。
2006年のワールド・ベースボール・クラシックにてこの大会不調だった福留孝介が準々決勝で代打で出てきた場面で「生き返れ福留」と実況した直後に福留がホームランを放ったというエピソードがある。

## 活動リスト

### 出演番組
※特記ない限り、TBSアナウンサー時代のもの。

#### テレビ
スポーツ中継
- プロ野球中継
  - SAMURAI BASEBALL（TBSテレビ・TBSニュースバード・TBSチャンネル・BS-i。1970年代後半頃 - 2008年5月、2013年7月 - 。タイトルは2012年以降。2008年5月まではTBSアナウンサーとしてTBS系列の各テレビメディア、2013年7月以降はフリーアナウンサーとしてTBSニュースバードやTBSチャンネル向けに出演。フリー転身後初出演は、同2日にTBSニュースバードで放送されたDeNA対ヤクルト戦。2015年から2016年は、TBSニュースバード向けの千葉ロッテマリーンズ球団製作・主催試合中継も担当[注 6]）
  - MLBスタジアム（TBSテレビ・BS-iのメジャーリーグベースボール中継。TBSアナウンサー時代に担当）[注 7]
  - J SPORTS STADIUM野球好き・横浜ベイスターズ戦中継（TBSテレビ制作・J SPORTS放送。2007年まで担当）
  - パ・リーグ応援宣言!ホークス中継（TOKYO MX。タイトルが『STRONG!ホークス野球中継』だった2013年6月12日のソフトバンク対ヤクルト交流戦より担当[23]）[注 8]
  - BASEBALL CENTER〜プロ野球中継（FOXスポーツ。2014年にロッテ球団製作・主催試合中継を担当。最初の担当試合は、5月23日のロッテ対巨人交流戦）[33]
  - BS12 プロ野球中継（BS12 TwellV。ロッテ球団製作・主催試合中継を担当。2014年7月14日の対ソフトバンク戦より[34]）
- ゴルフ中継
  - マスターズ・トーナメント 1996年 - 2008年
  - 三井住友VISA太平洋マスターズ 1995年 - 2007年
  - ダイキンオーキッドレディスゴルフトーナメント　- 1994年
  - 安比高原レディース
  - anクイーンズ
- 陸上競技中継
  - ニューイヤー駅伝
- ラグビー中継
  - 全国高等学校ラグビーフットボール大会中継
- サッカー中継（FIFAワールドカップ、オリンピック予選、Jリーグ）
- 格闘技中継
  - キックボクシング ※アナウンサーとして最初に実況担当したスポーツ中継[35][36]。
  - パンクラスLIVE（TOKYO MX、2016年10月から月1回放送）[35][36]

スポーツ中継以外
- がんばれライオンズ（1979年、開始当時の担当[37]）
- 日立テレビシティ（ナビゲーターを担当）[3]
- JNNニュースコープ（1985年初担当[13][14]）
- ザ・ベストテン（1986年初担当[13][14]）
- JNNスポーツチャンネル（1986年初担当[14]）
- パパはニュースキャスター（本人役として出演）
- 日本人初!宇宙へ（スタジオ司会）
- ギミア・ぶれいく（1992年放送の『ギミアぶれいく'92 〜ドミノ・イン・アジア〜』で、第18回アノンシスト賞を受賞[14]）[注 9]
- Jリーグアワー
- マスターズ・オフィシャルフィルム（1960年代・1970年代を中心とした過去のマスターズトーナメントのアーカイブ番組。日本語版ナレーション）

#### ラジオ
スポーツ中継
- TBSラジオ エキサイトベースボール（プロ野球。『エキサイトナイター』時代の1970年代後半頃からアナウンス職を離れる2008年5月までの間担当）
- ラグビー中継
  - 『'85 ラグビー日本選手権』（1985年）で、第11回アノンシスト賞ラジオ番組部門最優秀賞を受賞[14]。

スポーツ中継以外
- 浪曲十八番集（アナウンサーとして最初に担当したレギュラー番組）[3]
- 歌謡曲ナイトスペシャル（1978年）[14]
- 三共スポーツヒーロー（1983年）[14]
- プロ野球50年、男の熱闘（1984年10月8日 - 1985年4月5日[38]） ※平日帯ワイド番組の内包番組[38]。越智正典と共演[38]。[注 10]
- 田淵幸一のホームラン・スタジアム（1985年）[14]
- マンデーナイトベースボール（1986年）[13][14]
- 歌謡大放送（1987年 - 1988年）
- 荒川強啓 デイ・キャッチ![注 11]
- 初田啓介の激アツ!ビバ!プロ野球!→初田啓介の激アツ!エキサイトベースボール!（2005年度ナイターオフ限定番組） ※田淵幸一とともに「がんばれタブチくんとマツシタくん」コーナーに出演[39]。
- トーシン PRESENTS 不死鳥伝説（2007年 - 2008年）
- 炎の声

### ウェブテレビ
- 朝青龍を押し出したら1000万円（2017年12月31日、AbemaTV）[40] - 実況

### ウェブ広告
- ニューモ(被験者)

### 出演映画
- Jリーグを100倍楽しく見る方法!!（1994年、東宝。実況アナとして声の出演）

### スポーツゲームでの実況
TBSアナウンサー当時、スポーツゲームソフトの実況担当として声の出演をしたことがある。
ハドソン（パワーリーグシリーズ）
- スーパーパワーリーグ2（1994年）

セガ（グレイテストナインシリーズ）
- グレイテストナイン'96（1996年）
- プロ野球グレイテストナイン'97（1997年）
- プロ野球グレイテストナイン'97 メークミラクル（1997年）
- プロ野球グレイテストナイン'98（1998年）
- プロ野球グレイテストナイン'98 サマーアクション（1998年）

T&E SOFT（遙かなるオーガスタシリーズ）
- 遙かなるオーガスタ for Windows（1998年）

### 著書
- 語りつくせぬ"夢"マスターズ放送物語（2010年、TBSサービス）ISBN 4904345096 ※自身とマスターズ・トーナメント中継のかかわりについてつづった書籍。編集：宮井善一。